# Kaapverdische escudo
De escudo is de munteenheid van Kaapverdië. Eén escudo is honderd centavo. Deze verdeeleenheid wordt door de inflatie echter niet meer gebruikt.
De volgende munten worden gebruikt: 1, 5, 10, 20, 50, 100 en 200 escudo. Het papiergeld is beschikbaar in 200, 500, 1000, 2000 en 5000 escudo.
Vanwege de Portugese overheersing van dit land werden tot 1911 de Portugese Mil Reis (TPM) gebruikt, die daarna werd vervangen door de Portugese escudo. Na de onafhankelijkheid werd de Portugese escudo 1:1 vervangen door de Kaapverdische escudo.
De Kaapverdische escudo is aan de euro gekoppeld (1 euro = 110,275 escudo).  